# Alain Dartevelle
Pour les articles homonymes, voir Dartevelle.
Alain Dartevelle, né le 28 février 1951 à Mons (province de Hainaut) et mort le 6 décembre 2017 à Bruxelles (région de Bruxelles-Capitale), est un écrivain et journaliste belge de langue française.

## Biographie
Alain Dartevelle naît le 28 février 1951 à Mons d'un père négociant et d’une mère institutrice.
De 1969 à 1975, il est étudiant à l’Université libre de Bruxelles, d’abord en philologie romane (qu’il abandonne au niveau de la licence, peu désireux d’embrasser la carrière d’enseignant), puis en journalisme et communications sociales. Il consacre son mémoire de fin d’études à une analyse critique de la série de bande dessinée Meteor de Raoul Giordan publiées aux Éditions Artima qu’il aimait adolescent. Par ce fait, il découvre la science-fiction littéraire, dont il retient surtout Philip K. Dick.
Publié depuis 1983, il est l’auteur d’une dizaine de romans et de multiples récits qui lui valent d’être considéré comme un des meilleurs représentants belges du fantastique.
Il n’en revendique pas moins une approche décloisonnée des imaginaires, selon un mélange des genres qui entend refléter la variété de la vie et dont science-fiction, érotisme et polar ne sont pas absents.
Écrivain de romans de littératures de l'imaginaire, fantasy. 
Il est aussi un nouvelliste prolifique et publie dans de nombreuses revues comme Fiction, Imagine, La Revue Nouvelle, Le Vif, Marginales, Série B. 
On le retrouve aussi dans diverses anthologies.
En marge de ses fictions, il signe des critiques littéraires et de bande dessinée dans notamment Les Cahiers de la bande dessinée, Phénix, Sapristi !, Ère Comprimée, la revue Galaxies/SF et sur le site yozone.fr.
Alain Dartevelle meurt le 6 décembre 2017 à Bruxelles, à l'âge de 66 ans,.

## Œuvres

### Romans
- Borg ou l'Agonie d'un monstre, Die, France, Éditions Solidaritude, 1983, 191 p.  (ISBN 2-86778-001-2)
- Script, Paris, Éditions Denoël, coll. « Présence du futur », 1989, 249 p.  (ISBN 2-207-30482-5)
- Les Mauvais Rêves de Marthe, Meylan, France, Éditions de l'Aurore, coll. « Futurs », 1989, 190 p.  (ISBN 978-2-903950-36-1)
- Océan noir, Bruxelles, Belgique, Éditions Nocturnes, 1990, 124 p.  (ISBN 2-87276-012-1)[12]
- Imago, J'ai lu, coll. « SF », 1983, 286 p.  (ISBN 2-277-23601-2)
- L'Astre aux idiots, Le cycle de Vertor, vol. 1, Éditions Casterman, coll. « Tapage », 1997, 115 p.  (ISBN 2-203-56404-0)
- Le Grand Transmutateur, Le cycle de Vertor, vol. 2, Casterman, coll. « Tapage », Tournai, 1997, 121 p.  (ISBN 2-203-56412-1)
- Duplex, Éditions Naturellement, coll. « Forces obscures », 1999, 249 p.  (ISBN 2-910370-55-0)
- La Chasse au spectre, suivi de Les Mauvais Rêves de Marthe et Borg ou l'Agonie d'un monstre, Éditions La Renaissance du livre, coll. « Les maîtres de l'Imaginaire », 2000, 376 p.  (ISBN 2-8046-0371-7)
- Vertor (intégrale du cycle comprenant L'Astre aux idiots, Le Grand Transmutateur et l'inédit Le Secret des Noks), Éditions EONS, coll. « Futurs », 2011, 316 p.  (ISBN 978-2-7544-0204-0)

### Nouvelles
- Terrestrial Parade et Autres Manipulations, Paris, Éditions le Manuscrit, coll. « SF - Fantastique », 2001, 138 p.  (ISBN 978-2-7481-0730-2)
- Treize Fois moi, Paris, Sens & Tonka, coll. « 11/vingt », 2006, 210 p. (ISBN 978-2-84534-114-2)
- La Maison des métaphores, Paris, L'Une & l'Autre Éditions, coll. « De vos nouvelles », 2009, 29 p.  (ISBN 978-2-35729-030-3)
- Amours sanglantes, Lausanne, Suisse, Éditions L'Âge d'Homme, coll. « La petite Belgique », 2011, 108 p.  (ISBN 978-2-8251-4130-4)
- Narconews et Autres Mauvaises Nouvelles du monde, Esneux, Éditions Murmure des soirs, 2011, 87 p.  (ISBN 978-2-930657-01-1)
- Dans la ville infinie[13], Lausanne, Suisse, Éditions L'Âge d'Homme, coll. « La petite Belgique », 2013, 120 p.  (ISBN 978-2-8251-4276-9)

### Littérature jeunesse
- Une soirée chez les Glotz, Averbode, Éditions Averbode, coll. « Récits-Express », 1999, 32 p.
- Le Tigre de Mars, Averbode, Éditions Averbode, coll. « Récits-Express », 2003, 32 p.
- Les Cailloux de Saturne, Averbode, Éditions Averbode, coll. « 7 en Poche », 2008, 72 p.  (ISBN 978-90-317-2591-5).

### Présence dans des anthologies
- Arnaud de la Croix, Les Garçons, Gembloux, Éditions Duculot, coll. « Travelling », 1990  (ISBN 2-8011-0886-3)
- Encres noires : 15 nouvelles policières, Bruxelles, Éditions Labor, 1991, 145 p.  (ISBN 978-2-8040-0630-3)
- « Fictif K. Dick » in Territoires de l'inquiétude, vol. 8, Paris, Éditions Denoël, coll. « Présence du fantastique », 1995, 345 p.  (ISBN 978-2-207-60043-6)
- Succès damnés, Avin, Belgique, Éditions Luce Wilquin, coll. « Noir Pastel », 1997, 224 p.  (ISBN 978-2-88253-099-8)
- Avec Mrs Darling, in Richard Comballot, Les Ombres de Peter Pan, Lyon, France, Éditions Mnémos, 2004, 320 p.  (ISBN 2-915159-21-1)
- Dans le miroir, in Jacques De Decker, 40 écrivains du Brabant wallon par eux-mêmes 1995-2005, Bruxelles, Éditions Mols, 2006, 335 p.  (ISBN 978-2-87402-080-3)[14]
- Post-mortem in Éric Lysøe, La Belgique de l'étrange (1945-2000), Bruxelles, Éditions Luc Pire, coll. « Espace Nord », 2010, 542 p.  (ISBN 978-2-507-00306-7)

## Prix et distinctions
- 2012 : 
  -  prix Bob Morane pour Mégalomanies dans le recueil Amours sanglantes[15],[16] ;
  - prix Robert Duterme pour Amours sanglantes[13],[16],[17].

#### Articles
- collectif, « Dossier L - Hors série - Alain Dartevelle », Service du Livre Luxembourgeois, Province de Luxembourg,‎ 1999 (lire en ligne [PDF], consulté le 31 janvier 2024).